# Tecelagem manual
Tecelagem manual é a atividade de fabrico de roupas, tapetes com o auxílio de equipamentos simples.
Teve início no período neolítico, desenvolvendo-se ao redor do mundo, primeiramente no Extremo Oriente com os chineses, no Subcontinente indiano, e no Médio Oriente com os egípcios.
Na Europa com os gregos, romanos e a partir do século XIV com a Itália (veludos e brocados de Veneza, seda de Milão e Turim).
Na França, no século XVI (tapeçarias Gobelin, Savonnerie ).
No século XIX a Inglaterra inventa o tear mecânico a vapor e a produção industrial em larga escala. A partir daí, a tecelagem manual passou a ser artística, exceto o Oriente, onde continua a confecção tradicional (tapetes persas, etc).
Nas Américas, a tecelagem manual começou nos Andes peruanos, com os aztecas. A tecelagem manual teve nos povos indígenas seus grandes artesãos nas três Américas.
No Brasil algumas nações indígenas conheciam e praticavam a tecelagem. Trabalhavam com algodão, trançados de palha, penas de pássaros, etc. Já os colonos usavam o algodão e a lã, confeccionando tecidos rústicos(roupas, mantas). Com a proibição da confecção têxtil no Brasil em 1785, a tecelagem brasileira sobrevive nas regiões mais afastadas do país. O sul do Estado de Minas Gerais conservou essa tradição, transformando-se, atualmente, em um dos mais importantes polos têxteis, exportando tapeçarias confeccionadas em tear de pedal, usando tingimento natural dos fios (tintas vegetais).

## Técnicas
Na tecelagem manual o tecido é o resultado do entrelaçamento dos fios, através da urdidura (Fios no sentido vertical no tear) e a trama (fios na horizontal). 
As etapas na confecção do tecido são: fiação, tingimento, urdume e tecelagem. As técnicas mais usadas são Gobelin, Kilim, Esmirna, Macramé, Cestaria, Brocado, etc